# Italiano (EP)
Italiano è un EP del rapper italiano Sfera Ebbasta e del DJ producer giamaicano Rvssian, pubblicato il 6 maggio 2022 dalla Island Records.

## Descrizione
Si tratta della seconda collaborazione tra i due artisti dopo il singolo Pablo del 2018 e si compone di cinque brani, tra cui i singoli Italiano Anthem e Mamma mia, diffusi rispettivamente il 22 e il 29 aprile come anticipazione al disco.

## Tracce
1. Italiano Anthem – 2:15
2. Mamma mia – 2:46
3. Easy (feat. Fivio Foreign) – 3:26
4. Sola (feat. Myke Towers) – 2:57
5. X6 (feat. Bia) – 2:54

## Formazione
- Sfera Ebbasta – voce
- Rvssian – produzione, missaggio, mastering

## Classifiche
| Classifica (2022) | Posizione massima |
| ----------------- | ----------------- |
| Svizzera          | 29                |